# Nijigasaki Gakuen School Idol Club
Nijigasaki Gakuen School Idol Club (虹ヶ咲学園スクールアイドル同好会, Nijigasaki Gakuen School Idol Dōkōkai) est un collectif de school idols fictives qui apparaissent dans les médias « Love Live! School Idol Festival » et « Love Live! School Idol Festival ALL STARS » ainsi que dans une série qui leur est dédiée. C'est le troisième groupe de la franchise Love Live! après µ's et Aqours, mais pas la troisième génération officielle, qui est Liella!
C'est également le nom du groupe composé de neuf seiyu qui interprètent les voix des personnages et qui les incarnent lors de concerts et autres évènements.
L'abréviation utilisée est Nijigaku (ニジガク). Leur label musical est Lantis (Bandai Namco Arts).
Contrairement aux groupes μ's et Aqours, les membres de Nijigaku agissent de manière plus indépendante. C'est le premier groupe de la franchise à être composé de school idols solistes. Il n'y a donc pas de meneuse au groupe.

## Biographie
Fin mars 2017, un nouveau projet dérivé du jeu mobile « Love Live! School Idol Festival » (SIF) a été annoncé. Il a été baptisé « Perfect Dream Project ». Trois des neuf personnages le composant sont issus du jeu, choisis par un vote de popularité ; les six autres ont été introduits par deux autres médias internet : trois pour Dengeki Online et trois pour Famitsu App. Le groupe a été créé dans le cadre du développement du nouveau jeu de la série « Love Live! School Idol Festival ALL STARS » (SIFAS). Les doubleuses ont été dévoilées le 21 septembre, lors du Tokyo Game Show, sur le stand de Bushiroad.
Le 20 septembre 2018, le premier CD du groupe a été annoncé lors du Tokyo Game Show. Intitulé TOKIMEKI Runners, cet album est sorti le 21 novembre.
En 2019, trois sous-groupes furent créés, DiverDiva, A・ZU・NA et QU4RTZ, dont les membres qui les composent ont été choisis par vote. Un second album Love U my friends est sorti le 2 octobre.
Le 15 décembre 2019, à la fin de leur premier concert Love Live! Nijigasaki High School Idol Club First Live "with You", il est annoncé qu'une série spin-off est en développement. Il est également dit que l'intrigue de l'anime sera différente de l'histoire du groupe originale (provenant du jeu "Love Live! School Idol Festival All Stars")
En août 2020, par l’intermédiaire du même jeu mobile, une dixième fille, Shioriko Mifune, est ajoutée au groupe. C'est la première fois que l'effectif d'un groupe de la franchise change en dehors de la série. En août 2021, Mia et Lanzhu, sont elles aussi integrées au groupe. Un nouveau sous-groupe, composé de Shioriko, Mia et Lanzhu est créé. Il sera nommé R3BIRTH après un vote des fans.
Le 3 octobre 2020, l'anime Love Live! Nijigasaki Gakuen School Idol Club commence à être diffusé.

## Personnages

### School Idol Club

#### Membres originaux
Yū Takasaki (高咲侑, Takasaki Yū) / Protagoniste
Doublé par Hinaki Yano
Élève de seconde année, Yū est la protagoniste. C'est une amie d'enfance de Ayumu. Elle est membre du club mais n'est pas School idol elle-même. Yū et Ayumu sont toutes deux tombées sous le charme des School Idols après avoir vu la performance de Setsuna et ont décidé d'entrer dans le club de Nijigasaki après avoir découvert que cette dernière en faisait partie. Elle se soucie profondément des School Idols du club et perçoit facilement leurs émotions. Elle a aussi un humour très puéril, et rigole facilement aux blagues (souvent faites par Ai). Le personnage de Yū est inspiré du protagoniste du jeu SIFAS, qui agit en tant que président du club et compositeur des chansons pour les autres membres.
Ayumu Uehara (上原 歩夢, Uehara Ayumu)
Doublé par Aguri Ōnishi
Ayumi est élève de seconde année et est une amie d'enfance de Yū. Elle est devenue une School Idol après une suggestion de Yū. Ayumu aime faire des efforts pour tout, surtout en tant qu'idole. Ayumu est décrite comme une « idole de type travailleuse » (コツコツ系スクールアイドル, kotsukotsu-kei sukūru aidoru).
Kasumi Nakasu (中須 かすみ, Nakasu Kasumi)
Doublé par Mayu Sagara
Kasumi est une première année qui se fait appeler "Kasumin". En raison de son nom complet, elle est souvent appelée "Kasukasu", ce qu'elle déteste. Elle est la première personne qu'Yū rencontre au club de School Idols, qu'elle s'efforçait de maintenir en vie étant la dernière des cinq membres originaux. Elle se réfère au protagoniste comme Senpai (ainé). Kasumi est décrite comme une « idole au cœur noir » (腹黒系スクールアイドル, haraguro-kei sukūru aidoru).
Shizuku Osaka (桜坂 しずく, Osaka Shizuku)
Doublé par Kaori Maeda
Shizuku est en première année et membre du club de théâtre. Elle fait partie d'un programme d'échange car elle était à l'origine une élève du lycée Seiran. Shizuku est l'un des cinq membres originaux du club, mais elle est partie pour se consacrer au club de théâtre. Shizuku est décrit comme une « idole de type junior » (後輩系スクールアイドル, kōhai-kei sukūru aidoru).
Karin Asaka (朝香 果林, Asaka Karin)
Doublé par Miyu Kubota
Karin est une étudiante de troisième année qui souhaite devenir mannequin. Sa personnalité est passionnée et mature, mais elle a aussi un côté un peu pur. Elle est décrite comme une « idole de type sœur aînée sexy » (セクシーお姉さん系スクールアイドル, sekushi onee-san-kei sukūru aidoru).
Ai Miyashita (宮下 愛, Miyashita Ai)
Doublé par Natsumi Murakami
Ai est une deuxième année énergique, elle est une étudiante d'honneur malgré son apparence gyaru. Elle adore faire des jeux de mots en utilisant son prénom ("Ai" signifie "amour" en japonais) et s'appelle "Ai-san". Elle a rejoint le club parce qu'elle aime essayer de nouvelles choses. Ai est décrite comme une « véritable idole scolaire de type gyaru » (ガチギャル系スクールアイドル, gachi gyaru-kei sukūru aidoru).
Kanata Konoe (近江 彼方, Konoe Kanata)
Doublé par Akari Kitō
Kanata est en troisième année, elle se fait appeler "Kanata-chan". Elle fait partie d'un programme d'échange car elle est à l'origine étudiante à l'Institut Shinonome. Elle est devenue School Idols pour être encouragé par sa sœur cadette Haruka, elle aussi School Idols. Elle a toujours l'air endormie et démotivée, mais c'est parce qu'elle étudie dur pour conserver sa bourse. Kanata est l'un des cinq premiers membres du club, mais elle a cessé de venir au club parce qu'elle devait préparer ses examens. Kanata est décrite comme une « idole de type sœur aînée gâtée » (甘えん坊お姉さん系スクールアイドル, amaenbō oneesan-kei sukūru aidoru).
Setsuna Yūki (優木 せつ菜, Yūki Setsuna) / Nana Nakagawa (中川 菜々, Nakagawa Nana)
Doublé par Tomori Kusunoki (jusqu'à mars 2023), Coco Hayashi (depuis avril 2023)
Setsuna est une mystérieuse élève de deuxième année qui ne porte pas d'uniforme et que personne ne connait. Setsuna est une otaku qui aime chanter des chansons d'anime. Il est révélé que Setsuna Yuki est en fait son nom de scène, sa véritable identité étant Nana Nakagawa, présidente du conseil étudiant de l'Académie Nijigasaki. Elle est l'un des cinq premiers membres du club et est partie à cause de points de vue divergents avec les autres membres sur les School Idols. En tant que présidente du conseil étudiant, elle ordonne a Yū de rassembler 10 membres afin de maintenir le club en vie. Après que 9 membres furent réunis, elle se révèle être Setsuna Yuki et a rejoint à nouveau le club. Setsuna est décrit comme une « idole de type mystérieux » (???系スクールアイドル, ???-kei sukūru aidoru).
Emma Verde (エマ・ヴェルデ)
Doublé par Maria Sashide
Emma est une étudiante de troisième année originaire de Suisse. En grandissant là-bas, elle aime la nature, comme les montagnes et les forêts. Elle fait partie d'un programme d'échange car elle est à l'origine étudiante à l'Académie Internationale Y.G. Emma est l'un des cinq membres originaux du club; elle a du s'absenter parce qu'elle est retournée dans son pays d'origine pendant un certain temps, en laissant une lettre. Emma est décrite comme une « idole de type pur » (純粋系スクールアイドル, junsui-kei sukūru aidoru).
Rina Tennōji (天王寺 璃奈, Tennōji Rina)
Doublé par Chiemi Tanaka
Rina est en première année. Elle est trop timide pour montrer son visage donc elle se le couvre avec le "Rina-chan board", un petit carnet avec un dessin d'une expression faciale qu'elle a faite avec Ai. Lors des spectacles, elle porte une paire d'écouteurs à oreilles de chat avec un petit moniteur qui couvre son visage. Elle appartient au cours de traitement de l'information, expliquant sa personnalité bien informée sur les technologies. Rina est décrite comme une « idole qui cache le visage » (顔出しNG系スクールアイドル, kaodashi NG-kei sukūru aidoru).

#### Membres supplémentaires
Shioriko Mifune (三船 栞子, Mifune Shioriko)
Doublé par Moeka Koizumi
Shioriko est une étudiante de première année qui, pour une raison quelconque, veut abolir le club de School Idols. Elle devient présidente du conseil étudiant, prenant la place de Nana Nakagawa, afin qu'elle puisse abolir les clubs qui, selon elle, n'ont aucun mérite pour l'école. Est-il révélé que plutôt que de détester personnellement le club, Shioriko réfléchit simplement aux aspects éducatifs de certains clubs et de ce fait pense être juste. Après avoir revu son jugement, Shioriko rejoint le club. (Shiroiko n'apparait que dans la saison 2 de l'anime, le jeu ALL STARS et la web-série Nijiyon season 4.).
Mia Taylor (ミア・テイラー)
Doublée par Shu Uchida
Mia est l'amie de Lanzhu et a grandi à New York. Elle parle japonais et anglais. C'est une élève surdouée, elle est en troisième année mais avec 3 ans d'avance. Elle est Issue d'une famille d'artistes. Elle s'inscrit au lycée Nijigasaki sur demande de Lanzhu (Mia n'apparait que dans la saison 2 de l'anime, le jeu ALL STARS et la web-série Nijiyon season 4.).
Lanzhu Zhong (鐘嵐珠, Shō Ranju)
Doublée par Akina Hōmoto
Lanzhu est une amie d'enfance de Shioriko et a grandi à Hong Kong. Sa mère est la directrice du lycée Nijigasaki. Elle est en seconde année, elle sait parler japonais, mandarin et cantonais. (Lanzhu n'apparait que dans la saison 2 de l'anime, le jeu ALL STARS et la web-série Nijiyon season 4.).
| Nom                         | Doubleuse                     | Anniversaire | Année | Couleur        | Sous-groupe | Média          |
| --------------------------- | ----------------------------- | ------------ | ----- | -------------- | ----------- | -------------- |
| Ayumu Uehara (上原歩夢)     | Aguri Onishi (大西亜玖璃)     | 1er mars     | 2e    | Rose clair     | A.ZU.NA     | Famitsu App    |
| Kasumi Nakasu (中須かすみ)  | Mayu Sagara (相良茉優)        | 23 janvier   | 1re   | Jaune pastel   | QU4RTZ      | Dengeki Online |
| Shizuku Osaka (桜坂しずく)  | Kaori Maeda (前田佳織里)      | 3 avril      | 1re   | Bleu pâle      | A.ZU.NA     | School Fes     |
| Karin Asaka (朝香果林)      | Miyu Kubota (久保田未夢)      | 29 juin      | 3e    | Bleu royal     | DiverDiva   | Dengeki Online |
| Ai Miyashita (宮下愛)       | Natsumi Murakami (村上奈津実) | 30 mai       | 2e    | Ultra Orange   | DiverDiva   | Famitsu App    |
| Kanata Konoe (近江彼方)     | Akari Kitō (鬼頭明里)         | 16 décembre  | 3e    | Violet         | QU4RTZ      | School Fes     |
| Setsuna Yūki (優木せつ菜)   | Tomori Kusunoki (楠木ともり)  | 8 août       | 2e    | Rouge          | A.ZU.NA     | Dengeki Online |
| Emma Verde (エマ・ヴェルデ) | Maria Sashide (指出毬亜)      | 5 février    | 3e    | Vert clair     | QU4RTZ      | School Fes     |
| Rina Tennōji (天王寺璃奈)   | Chiemi Tanaka (田中ちえ美)    | 13 novembre  | 1re   | Blanc          | QU4RTZ      | Famitsu App    |
| Shioriko Mifune (三船 栞子) | Moeka Koizumi (小泉萌香)      | 5 octobre    | 1re   | Vert jade      | R3BIRTH     |                |
| Mia Taylor (ミア・テイラー) | Shū Uchida (内田秀)           | 6 décembre   | 3e    | Argent platine | R3BIRTH     |                |
| Lanzhu Zhong (鐘嵐珠)       | Akina Hōmoto (法元明菜)       | 15 février   | 2e    | Rose           | R3BIRTH     |                |

### Autres personnages
Misako Kawamoto (川本 美里, Kawamoto Misako)
Doublé par Yui Ishikawa
Une amie d'enfance de Ai qu'elle considère comme sa grande sœur.
Kaoruko Mifune (三船 薫子, Mifune Kaoruko)
Doublé par Yōko Hikasa
Kaoruko est la sœur aînée de Shioriko. Elle est considérée comme prenant soin de sa sœur, mais Shioriko a tendance à se sentir mal à l'aise. Elle est professeure stagiaire au lycée Nijigasaki.
Lorsqu'elle était au lycée, elle a été School idol à l’académie pour filles Shion, mais a échoué à participer au Love Live.
Uzuki (右月) & Satsuki (左月)
Doublées par Rico Sasaki & Kana Ichinose
Elles sont jumelles, élèves de troisième année et secrétaires du conseil des élèves du lycée Nijigasaki. Elles se révèleront être des fans des School Idols, et surtout de Shioriko.

#### Shinonome Gakuin School Idols
Haruka Konoe (近江遥, Konoe Haruka)
Doublé par Kaede Hondo
Haruka est la sœur cadette de Kanata. Elle est en première année au lycée Shinonome et elle est aussi School idol. Elle affectionne beaucoup sa sœur, et se soucie de ses problèmes.
Christina (クリスティーナ)
Doublé par Manaka Iwami
Kasane Hasekura (支倉かさね, Hasekura Kasane)
Doublé par Sayaka Senbongi

#### Tōō Gakuen School Idols
Misaki Shidou (紫藤美咲, Shidou Misaki)
Doublé par Kana Motomiya
Himeno Ayanokouji (綾小路姫乃, Ayanokouji Himeno)
Doublé par Natsumi Hioka

#### Y.G. Kokusai Gakuen School Idols
Jennifer (ジェニファー)
Doublé par AIMI
Rakshata (ラクシャータ)
Doublé par Saki Yamakita

#### Shion Jogakuin School Idols
Sakuya Kurobane (黒羽咲夜, Kurobane Sakuya)
Doublé par Reina Kondo
Sœur ainée de Sakura
Sakura Kurobane (黒羽咲良, Kurobane Sakura)
Doublé par Nichika Omori
Sœur cadette de Sakuya

## Discographie
| Titre                                            | Artiste                            | Date       | Oricon | Remarques                    |
| ------------------------------------------------ | ---------------------------------- | ---------- | ------ | ---------------------------- |
| TOKIMEKI Runners                                 | Nijigasaki Gakuen School Idol Club | 21/11/2018 | 5      |                              |
| Love U my friends                                | Nijigasaki Gakuen School Idol Club | 02/10/2019 | 5      |                              |
| Just Believe!!!                                  | Nijigasaki Gakuen School Idol Club | 02/09/2020 | 5      | 1er album avec Shioriko      |
| L！L！L！ (Love the Life we Live)                | Nijigasaki Gakuen School Idol Club | 13/10/2021 | 7      | 1er album avec Mia et Lanzhu |
| Fly with you!!                                   | Nijigasaki Gakuen School Idol Club | 04/10/2023 | 4      |                              |
| Doko ni ite mo kimi ha kimi (どこにいても君は君) | Nijigasaki Gakuen School Idol Club | 25/09/2024 | 7      |                              |

| Titre                                                    | Artiste                                     | Date       | Oricon | Remarques                                       |
| -------------------------------------------------------- | ------------------------------------------- | ---------- | ------ | ----------------------------------------------- |
| Muteki-kyuu*Believer (無敵級*ビリーバー)                 | Nijigasaki Gakuen School Idol Club          | 29/07/2020 | 3      | Single pour la gagnante de l'élection 2019      |
| Eien no isshun (永遠の一瞬)                              | Nijigasaki Gakuen School Idol Club          | 12/10/2022 | 6      | Single pour le jeu Love Live! SIF ALL STARS     |
| Wachugonadu (わちゅごなどぅー)                           | Nijigasaki Gakuen School Idol Club          | 01/02/2023 | 4      | Chanson thème de l'anime "Nijiyon Animation"    |
| KAGAYAKI Don't forget!                                   | Nijigasaki Gakuen School Idol Club          | 07/06/2023 | 13     | Single pour le jeu Love Live! SIF ALL STARS     |
| New Year's March! / Radio Taiso Daiichi (ラジオ体操第一) | Nijigasaki Gakuen School Idol Club          | 24/01/2024 | 5      | Single pour le jeu Love Live! SIF2 MIRACLE WAVE |
| Nijigasaki Gakuen Koka (虹ヶ咲学園校歌)                  | Nijigasaki Gakuen School Idol Club          | 10/04/2024 | 4      | Chanson thème de l'anime "Nijiyon Animation 2"  |
| Eternalize Love!!                                        | Nijigasaki Gakuen School Idol Club          | 14/05/2025 | 14     | Single pour le jeu "Tokimeki no Mirai Chizu"    |
| Singles de l'animé                                       |                                             |            |        |                                                 |
| Nijiiro Passions!                                        | Nijigasaki Gakuen School Idol Club          | 21/10/2020 | 4      | Générique de début (saison 1)                   |
| Neo Sky, Neo Map!                                        | Nijigasaki Gakuen School Idol Club          | 04/11/2020 | 5      | Générique de fin (saison 1)                     |
| Dream with You / Poppin' Up! / DIVE!                     | Uehara Ayumu / Nakasu Kasumi / Yūki Setsuna | 18/11/2020 | 3      | Épisodes 1, 2, 3                                |
| Saikō Heart / La Bella Patria / Tsunagaru Connect        | Miyashita Ai / Emma Verde / Tennōji Rina    | 02/12/2020 | 3      | Épisodes 4, 5, 6                                |
| Butterfly / Solitude Rain / VIVID WORLD                  | Konoe Kanata / Osaka Shizuku / Asaka Karin  | 16/12/2020 | 5      | Épisodes 7, 8, 9                                |
| Awakening Promise / Yume ga kokokara hajimaru yo         | Nijigasaki Gakuen School Idol Club          | 13/01/2021 | 3      | Épisodes 12 et 13                               |
| Colorful Dreams! Colorful Smiles!                        | Nijigasaki Gakuen School Idol Club          | 20/04/2022 | 3      | Générique de début (saison 2)                   |
| Yume ga bokura no taiyō sa                               | Nijigasaki Gakuen School Idol Club          | 27/04/2022 | 3      | Générique de fin (saison 2)                     |
| Eutopia / Emotion / stars we chase                       | Lanzhu Zhong / Mifune Shioriko / Mia Taylor | 22/06/2022 | 5      | Épisodes 1, 7, 9                                |
| Future Parade                                            | Nijigasaki Gakuen School Idol Club          | 27/07/2022 | 10     | Épisode 13                                      |
| Feel Alive / Go Our Way!                                 | Nijigasaki Gakuen School Idol Club          | 28/06/2023 | 5      | OAV                                             |
| Singing, Dreaming, Now!                                  | Nijigasaki Gakuen School Idol Club          | 05/07/2023 | 5      | OAV                                             |

| Titre                    | Date       | Oricon | Remarques          |
| ------------------------ | ---------- | ------ | ------------------ |
| DiverDiva                |            |        |                    |
| SUPER NOVA               | 12/02/2020 | 9      | 1er Single         |
| THE SECRET NiGHT         | 26/05/2021 | 9      | 2e Single          |
| Eternal Light            | 25/05/2022 | 7      | Saison 2 Épisode 4 |
| Shadow Effect            | 05/10/2022 | 5      | 3e Single          |
| A・ZU・NA                |            |        |                    |
| Dream Land! Dream World! | 12/02/2020 | 8      | 1er Single         |
| Maze Town                | 16/06/2021 | 6      | 2e Single          |
| Infinity! Our wings!!    | 08/06/2022 | 7      | Saison 2 Épisode 6 |
| Blue!                    | 02/11/2022 | 5      | 3e Single          |
| QU4RTZ                   |            |        |                    |
| Sing & Smile!!           | 12/02/2020 | 10     | 1er Single         |
| Swinging!                | 14/07/2021 | 5      | 2e Single          |
| ENJOY IT!                | 11/05/2022 | 6      | Saison 2 Épisode 3 |
| PASTEL                   | 23/11/2022 | 10     | 3e Single          |
| R3BIRTH                  |            |        |                    |
| MONSTER GIRLS            | 06/10/2021 | 7      | 1er Single         |
| Vroom Vroom              | 28/09/2022 | 2      | 2e Single          |

| Titre                | Artiste(s)                                          | Date de sortie   | Top Oricon |
| -------------------- | --------------------------------------------------- | ---------------- | ---------- |
| LIVE with a smile!   | Aqours, Nijigasaki Gakuen School Idol Club, Liella! | 3 novembre 2021  | 3          |
| not ALONE not HITORI | Aqours, Nijigasaki Gakuen School Idol Club, Liella! | 24 novembre 2021 | 3          |

| Titre                                                            | Artiste(s)                      | Date de sortie    | Top Oricon |
| ---------------------------------------------------------------- | ------------------------------- | ----------------- | ---------- |
| NIJIGAKU Monthly Songs January Single : White Delight            | Mia Taylor (Shu Uchida)         | 29 janvier 2025   | 10         |
| NIJIGAKU Monthly Songs February Single : Starry Night Serenade   | Emma Verde (Maria Sashide)      | 12 février 2025   | 11         |
| NIJIGAKU Monthly Songs March Single : The Sweetest Time          | Ayumu Uehara (Aguri Onishi)     | 12 mars 2025      | 10         |
| NIJIGAKU Monthly Songs April Single : Nijiiro Lumiere            | Kasumi Nakasu (Mayu Sagara)     | 1er avril 2025    | 11         |
| NIJIGAKU Monthly Songs May Single : What a Beautiful Day!        | Kanata Konoe (Akari Kito)       | 1er mai 2025      | 16         |
| NIJIGAKU Monthly Songs June Single : Pichi chap ting ton tan ton | Shizuku Osaka (Kaori Maeda)     | 11 juin 2025      | 13         |
| NIJIGAKU Monthly Songs July Single : Ride the wawe!              | Ai Miyashita (Natsumi Murakami) | 16 juillet 2025   |            |
| NIJIGAKU Monthly Songs August Single : SUMMER WARNING            | Rina Tennoji (Chiemi Tanaka)    | 6 août 2025       |            |
| NIJIGAKU Monthly Songs September Single                          | Shioriko Mifune (Moeka Koizumi) | 17 septembre 2025 |            |
| NIJIGAKU Monthly Songs October Single                            | Karin Asaka (Miyu Kubota)       | 15 octobre 2025   |            |
| NIJIGAKU Monthly Songs November Single                           | Setsuna Yuki (Koko Hayashi)     | 19 novembre 2025  |            |
| NIJIGAKU Monthly Songs December Single                           | Ranju Sho (Akina Homoto)        | 24 décembre 2025  |            |

| BD volume | Titre                               | Artiste(s)                         | Date de sortie |
| Saison 1  | Saison 1                            | Saison 1                           | Saison 1       |
| --------- | ----------------------------------- | ---------------------------------- | -------------- |
| 1         | POWER SPOT!!                        | DiverDiva                          | 24/12/2020     |
| 2         | Kakushiaji!                         | A・ZU・NA                          | 27/01/2021     |
| 3         | Make-up session ABC                 | QU4RTZ                             | 25/02/2021     |
| 4         | saika (祭花)                        | DiverDiva                          | 26/03/2021     |
| 5         | Happy Nyan! Days                    | A・ZU・NA                          | 27/04/2021     |
| 6         | Twinkle Town                        | QU4RTZ                             | 26/05/2021     |
| 7         | Hurray Hurray                       | Nijigasaki Gakuen School Idol Club | 25/06/2021     |
| Saison 2  |                                     |                                    |                |
| 1         | Fashionista                         | DiverDiva                          | 26/06/2022     |
| 2         | Fuwa Fuwa hour! (Fuwa Fuwaアワー！) | A・ZU・NA                          | 27/07/2022     |
| 3         | Romansu no naka de (ロマンスの中で) | QU4RTZ                             | 26/08/2022     |
| 4         | Look at me now                      | R3BIRTH                            | 28/09/2022     |
| 5         | TOKIMEKI Runners（12人Ver.)         | Nijigasaki Gakuen School Idol Club | 28/10/2022     |
| 6         | Love U my friends（12人Ver.）       | Nijigasaki Gakuen School Idol Club | 25/11/2022     |
| 7         | Just Believe!!!（12人Ver.)          | Nijigasaki Gakuen School Idol Club | 23/12/2022     |

| Titre                                                                                         | Artiste(s)                         | Date de sortie    | Format | Top Oricon |
| --------------------------------------------------------------------------------------------- | ---------------------------------- | ----------------- | ------ | ---------- |
| Love Live! Nijigasaki High School Idol Club First Live "With You"                             | Nijigasaki Gakuen School Idol Club | 5 août 2020       | BD     | 4          |
| Love Live! Series 9th Anniversary Love Live! Fest                                             | Aqours, Saint Snow, Nijigaku, µ's  | 9 septembre 2020  | BD     | 2          |
| Love Live! Nijigasaki High School Idol Club 2nd Live! Brand New Story & Back to the TOKIMEKI  | Nijigasaki Gakuen School Idol Club | 24 mars 2021      | BD     | 5          |
| Love Live! Nijigasaki High School Idol Club Konai Shuffle Festival                            | Nijigasaki Gakuen School Idol Club | 3 novembre 2021   | BD     | 5          |
| Love Live! Nijigasaki High School Idol Club 3rd Live! School Idol Festival - Yume no Hajimari | Nijigasaki Gakuen School Idol Club | 12 janvier 2022   | BD     | 3          |
| Love Live! Nijigasaki Gakuen School Idol Dokokai 4th Live! -Love the Life We Live-            | Nijigasaki Gakuen School Idol Club | 27 juillet 2022   | BD     | 10         |
| LoveLive! Series Presents COUNTDOWN LoveLive! 2021→2022 ～LIVE with a smile!～                | Aqours, Nijigaku, Liella!          | 14 septembre 2022 | BD     | 4          |
| Love Live! Nijigasaki Gakuen School Idol Dokokai 5th Live! -Niji ga saku basho-               | Nijigasaki Gakuen School Idol Club | 22 mars 2023      | BD     | 2          |

## Média

### Jeux vidéo
En 2018, dans le cadre du Perfect Dream Project, un nouveau groupe est introduit dans le jeu « Love Live! School Idol Festival ». Ce groupe est composé de trois personnages déjà présents dans le jeu, et de six nouveaux.
En 2019, est annoncé le lancement d'un nouveau jeu « Love Live! School Idol Festival ALL STARS » dans lequel ce nouveau groupe aura une place prépondérante aux côtés de µ's et Aqours. Ce jeu est présenté comme étant d'un genre unique : Rythme Action-RPG. Le personnage représentant le joueur, ou protagoniste, est élève à Nijigasaki et responsable du club de school idol. Le service a été arrêté le 30 juin 2023.

### Animation
Une série animée se basant sur les personnages du jeu a été annoncée. Intitulée « Love Live! Nijigasaki Gakuen School Idol Club », elle est produite par Sunrise. Un vote du public a eu lieu pour décider du nom de l'un des personnages de l'anime, qui est basé sur le protagoniste dans le jeu "Love Live! School Idol Festival! All Stars!".
Le nom sélectionné, Yū Takasaki (高咲侑), a été révélé le 15 mai 2020. La doubleuse est Hinaki Yano (矢野妃菜喜).
La série est diffusée à partir du 3 octobre 2020. Les épisodes sortent chaque samedi, et sont diffusés par l'intermédiaire d'un live sur Youtube et d'autres plateformes, ainsi que de simulcasts. Une seconde saison est diffusée depuis le 2 avril 2022. En France, elle est disponible sur ADN. Un OAV , intitulé Love Live! Nijigasaki Gakuen School Idol Club : Next Sky, est sorti le 23 juin 2023. Il a été diffusé dans les cinémas japonais. Le même jour que la sortie de l'OVA, une trilogie de films d'animation a été annoncée, avec le premier film prévu pour le 6 septembre 2024. Intitulée Love Live! Nijigasaki Gakuen School Idol Club Final Chapter (ラブライブ! 虹ヶ咲学園スクールアイドル同好会 完結編), elle clôtura l'anime.
L'action se déroule dans le lycée Nijigasaki (虹 ヶ 咲 学園, Nijigasaki Gakuen) situé à Odaiba, Tokyo. L'école est populaire en raison des diverses disciplines qui y sont enseignées. L'histoire est centrée sur les membres du club de School Idols de l'école qui travaillent ensemble en tant qu'idoles solo pour empêcher la suppression du club.

### Sources
- (ja) Cet article est partiellement ou en totalité issu de l’article de Wikipédia en japonais intitulé « 虹ヶ咲学園スクールアイドル同好会 » (voir la liste des auteurs).

1. ↑  (ja) « 「ラブライブ！スーパースター!!」公式サイト », sur 「ラブライブ！スーパースター!!」公式サイト (consulté le 21 novembre 2020)
2. ↑  (en) « Nijigasaki High School Idol Club », sur Love Live! Wiki (consulté le 19 octobre 2020)
3. ↑  (ja) « 「虹ヶ咲学園スクールアイドル同好会」に 新メンバーとして「三船栞子」加入！＆ 「あつあつ！ニジガクサマーキャンペーン第３弾」開催！のお知らせ », sur Site officiel
4. ↑  (en) « LoveLive! Series 9th Anniversary LOVE LIVE! FEST Love Live Blade!｜SAMURAI BUYER engages in transfer and proxy shopping services for Japanese goods », sur SAMURAI BUYER (consulté le 20 octobre 2020)
5. ↑  (ja) « 「ラブライブ！虹ヶ咲学園スクールアイドル同好会 新曲を歌えるのは１人だけ!?アニメーションＰＶ付きシングル総選挙」結果発表！ », sur ラブライブ！虹ヶ咲学園スクールアイドル同好会,‎ 30 novembre 2019 (consulté le 14 avril 2020)
6. ↑  (ja) « 上原歩夢(大西亜玖璃),中須かすみ(相良茉優),優木せつ菜(楠木ともり)from 虹ヶ咲学園スクールアイドル同好会 », sur oricon
7. ↑  (ja) « 宮下愛(村上奈津実),エマ・ヴェルデ(指出毬亜),天王寺璃奈(田中ちえ美)from 虹ヶ咲学園スクールアイドル同好会 », sur oricon
8. ↑  (ja) « 近江彼方(鬼頭明里),桜坂しずく(前田佳織里),朝香果林(久保田未夢)from 虹ヶ咲学園スクールアイドル同好会 », sur oricon
9. ↑  (ja) « Love Live Fes », Oricon
10. ↑  (ja) « ラブライブ!シリーズ公式チャンネル - YouTube », sur youtube (consulté le 19 octobre 2020)
11. ↑  (ja) « 放送＆配信情報｜TVアニメ｜ラブライブ！虹ヶ咲学園スクールアイドル同好会 », sur ラブライブ！虹ヶ咲学園スクールアイドル同好会 (consulté le 19 octobre 2020)